# Demografia da Noruega
População

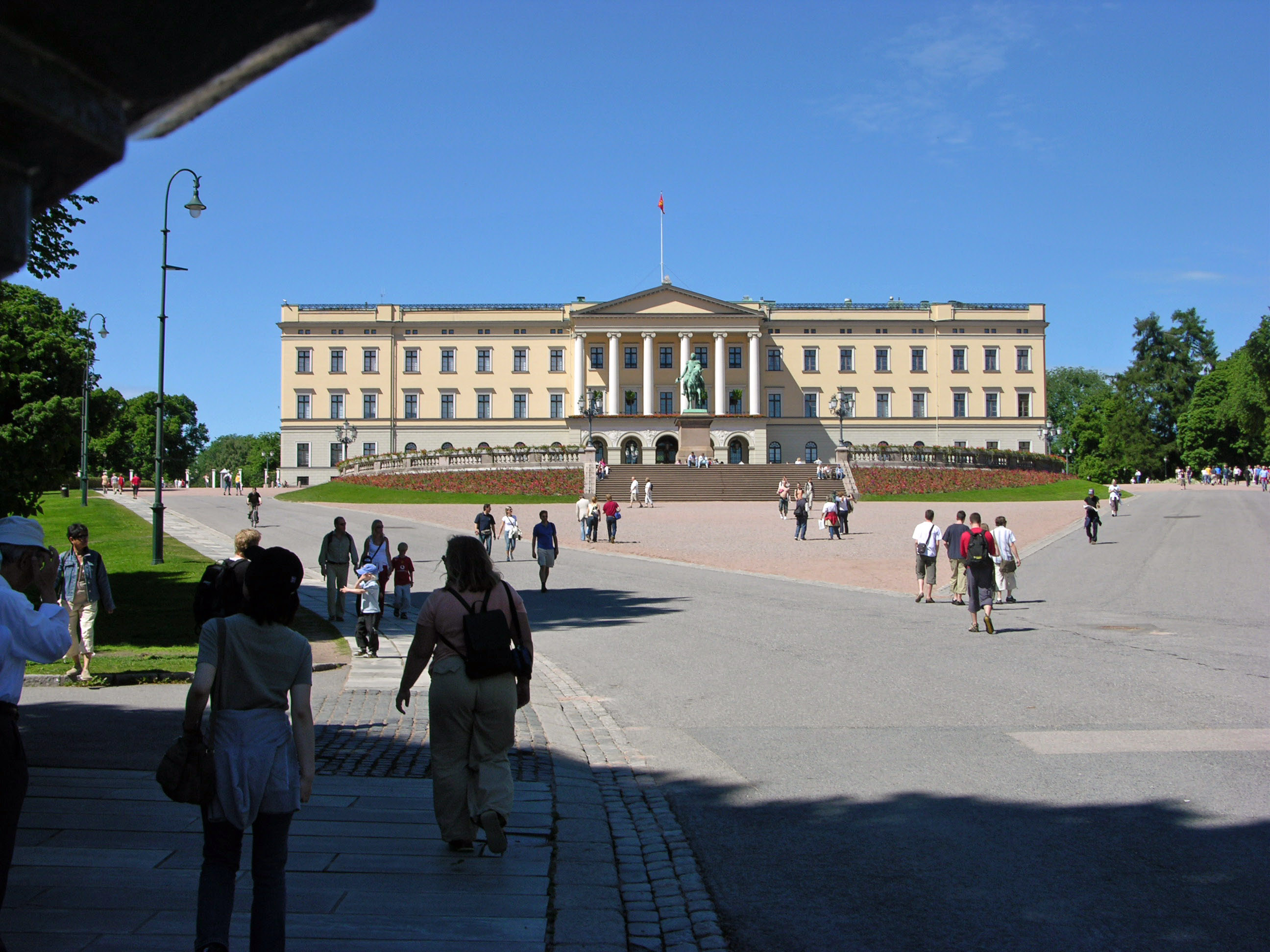
O castelo real em Oslo

- População total: 4.640.219 (novembro de 2005)
- Taxa de crescimento da população: 0,7% (estimativa de 2005)
- Expectativa de vida: 80,2 anos (14ª)
  - Expectativa de vida masculina: 77,8 anos
  - Expectativa de vida feminina: 82,5 anos

Etnicidade e/ou nação de origem:
- noruegueses: 92,7%
- suecos: 0,7%
- dinamarqueses: 0,6%
- povos da antiga Iugoslávia: 0,5%
- britânicos: 0,3%
- estadunidenses: 0,2%
- alemães: 0,2%
- iraquianos: 0,2%
- paquistaneses: 0,2%
- somalis: 0,1%
- finlandeses: 0,1%
- iranianos: 0,1%
- outros: 3,7%
- Lapão: 20 mil

- - Total de imigrantes: 364.981 (estimativa de 2005)
  - Percentagem na população: 6,5% (estimativa de 2005)

Causas de morte (estatísticas oficiais de 2003)
Falecidos, no total: 100% = 42.550
- Doenças, no total: 94,2% = 40.088
  - Tumores malignos: 24,7% = 10.509
  - Doenças Cardiovasculares: 39,1% = 16.623
  - Doenças Respiratórias: 9,3% =  3.941
  - Outras doenças: 21,2% =  9.015

- Mortes violentas, no total: 5,8%  = 2.438
  - Acidentes: 4,5% = 1.898
  - Suicídios: 1,2% = 502
  - Homicídios: 0,1% = 29
  - Outras Mortes Violentas: 0,0% = 12

Línguas oficiais:
Norueguês (nos dois padrões de escrita: Bokmål e novo norueguês (Nynorsk).
As línguas finlandesa, lapônicas e kainu (desde 2005) também são consideradas línguas adicionais oficiais de um pequeno número de municípios.
Religião (estatísticas oficias de 2004)
- Luteranos (Igreja Luterana da Noruega): 85,7%
- Outros cristãos: 4,5% (principalmente protestantes [3.5%] e católico romano [1%])
- Islão: 2%
- Outras religiões: 1%
- Humand Ethical: 1,5%
- Nenhuma ou desconhecida: 5%

Letramento:
- Definição: pessoas com 15 ou mais que sabem ler e escrever:
- população total: 100%
- masculina: N/D%
- feminina N/D%

Serviços de bem-estar social ("welfare")
A educação na Noruega é compulsória dos 6 aos 16 anos de idade.
Os nomes mais populares colocados às crianças
Masculinos
- 1:Markus
- 2:Mathias
- 3:Jonas
- 4:Kristian
- 5:Tobias

Femininos
- 1:Emma
- 2:Thea
- 3:Ida
- 4:Sara
- 5:Julie

Cidades mais populosas
Oslo é a capital do país. As três outras maiores cidades são Bergen, Trondheim e Stavanger.